# Mémorial Chtyki

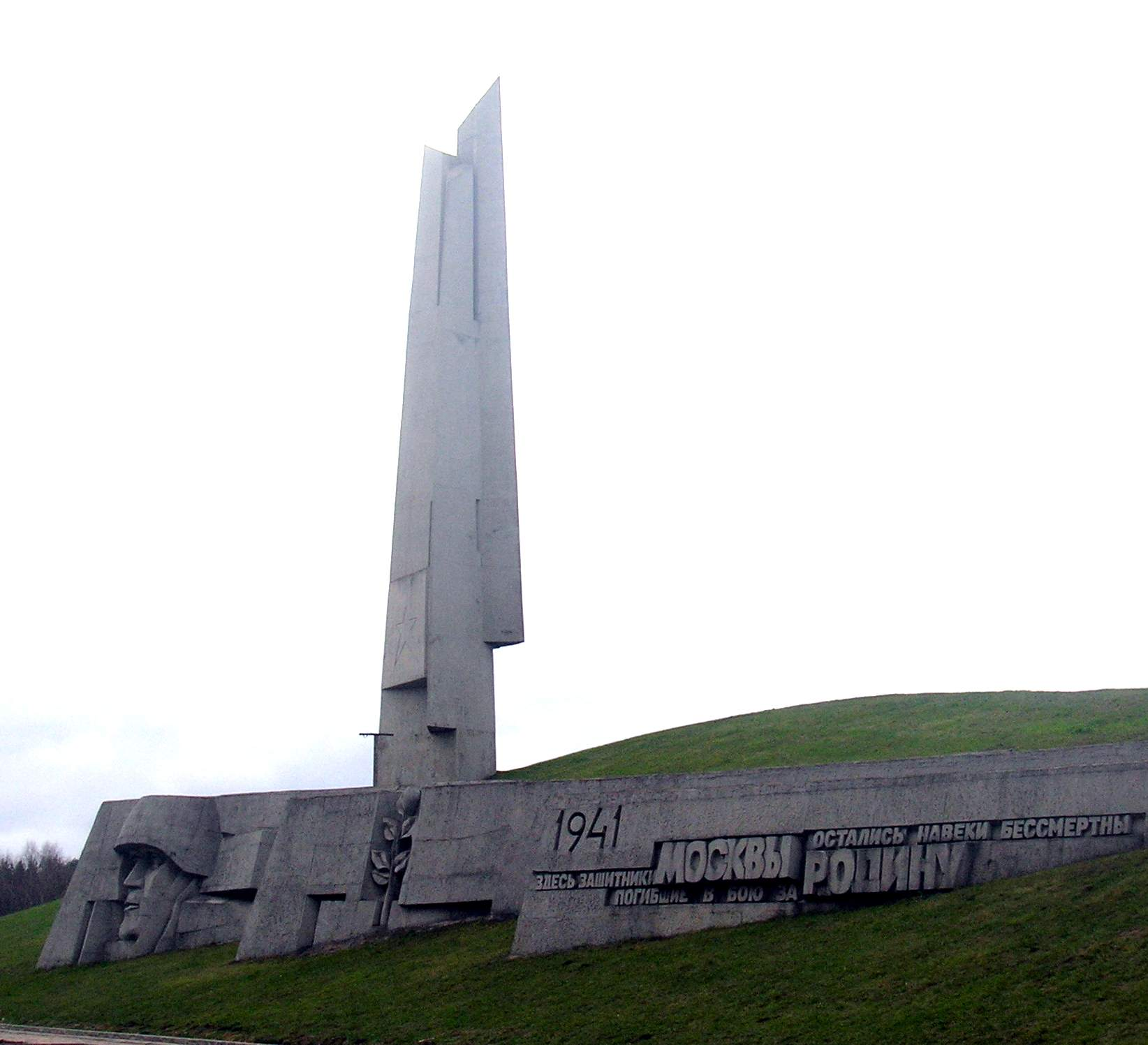
photo du mémorial. On reconnaît la date, 1941.

Le mémorial Chtyki (en russe Мемориальный комплекс «Штыки» (Memorialny kompleks « Chtyki »), mémorial des baïonnettes) aussi appelé le Monument pour les défenseurs de Moscou (памятник Защитникам Москвы (Pamiatnik Zachtchitnikam Moskvy)) est un mémorial construit pour les soldats qui se sont battus lors de la bataille de Moscou. Il comporte un tombe collective ainsi qu'un élément architectural, représentant 3 baïonnettes. Il est au 40e kilomètre de la route M10 Moscou-Saint-Pétersbourg, proche de la ville de Zelenograd. Les architectes étaient I. A. Pokrovsky, et Y. A. Sverdlovsky, accompagnés des sculpteurs A. G. Shteyman, et E. A. Shteyman-Derevyanko.

## Postérité

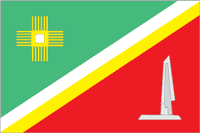
Drapeau de Zelenograd

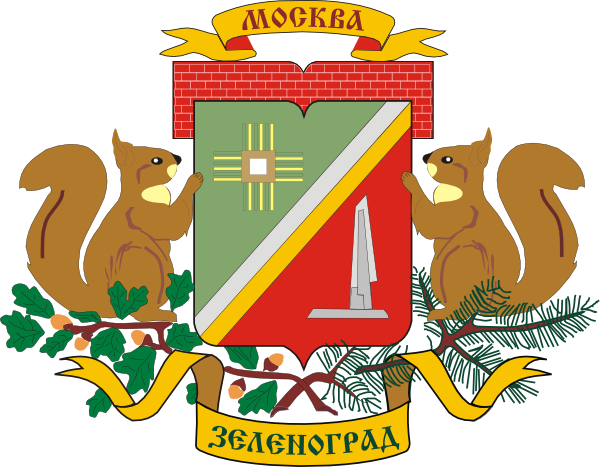
Armes de Zelenograd

Le monument fait désormais partie des armes et du drapeau de Zelenograd.